# 10472 Santana-Ros
10472 Santana-Ros eller 1981 EO20 är en asteroid i huvudbältet som upptäcktes den 2 mars 1981 av den amerikanska astronomen Schelte J. Bus vid Siding Spring-observatoriet. Den är uppkallad efter Toni Santana-Ros.
Asteroiden har en diameter på ungefär 3 kilometer och den tillhör asteroidgruppen Nysa.